# Marina García Urzainqui
Marina García Urzainqui (Barcelona, 6 de junio de 1994) es una deportista española que compite en natación, especialista en el estilo braza.
Ganó una medalla de bronce en el Campeonato Europeo de Natación de 2012, en la prueba de 100 m braza, y dos medallas en el Campeonato Europeo de Natación en Piscina Corta de 2012, plata en 200 m braza y bronce en 100 m braza.
Participó en dos Juegos Olímpicos de Verano, ocupando el 20º lugar en Londres 2012 y el 22º en Tokio 2020, en la prueba de 200 m braza.
Cursó el grado de Estudios Interdisciplinarios en la Universidad de California en Berkeley.

## Palmarés internacional
| Campeonato Europeo                  | Campeonato Europeo | Campeonato Europeo | Campeonato Europeo |
| Año                                 | Lugar              | Medalla            | Prueba             |
| ----------------------------------- | ------------------ | ------------------ | ------------------ |
| 2012                                | Debrecen (Hungría) | Medalla de bronce  | 100 m braza        |
| Campeonato Europeo en Piscina Corta |                    |                    |                    |
| Año                                 | Lugar              | Medalla            | Prueba             |
| 2012                                | Chartres (Francia) | Medalla de plata   | 200 m braza        |
| 2012                                | Chartres (Francia) | Medalla de bronce  | 100 m braza        |